# Vireo atricapilla
Vireo atricapilla là một loài chim trong họ Vireonidae.